# Kontakto

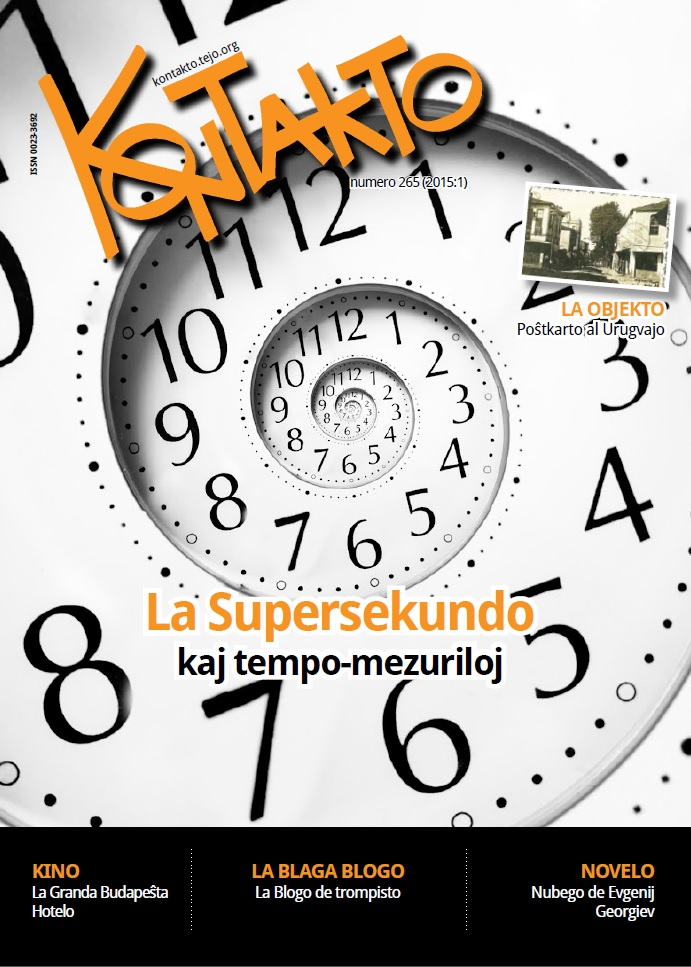

«Kontakto» (укр. контакт) — міжнародний журнал мовою есперанто, видаваний Всесвітньою Есперанто Асоціацією (UEA). 
Журнал був заснований у 1963 році та нині розповсюджується і читається приблизно в 90 країнах світу. Журнал в основному публікує матеріали на суспільно-політичні та культурні теми; особлива увага приділяється публікації матеріалів «нескладним» есперанто, які можуть бути використані для вивчення мови.
Періодичність: 6 разів на рік.

## Видання і розповсюдження
Журнал формально вважається одним з двох друкованих органів Всесвітньої молодіжної організації есперантистів (TEJO), однак фактично видається Міжнародною Есперанто-Асоціацією. Редактор журналу обирається і затверджується комітетом TEJO за погодженням з генеральним директором UEA; в різний час його редакторами були багато видатних есперантистів, наприклад, Хамфрі Тонкин (США, він же був першим редактором журналу), Штефан Мауль (Німеччина), Роман Добжіньскі (Польща), Ульріх Лінс (Німеччина), Іштван Ертль (Угорщина) та ін. У 2000-их роках у складі редакції і серед авторів домінували російськомовні есперантисти: у 2002—2007 роках головним редактором журналу була Євгенія Звєрєва-Аміс (Україна, пізніше вона емігрувала до США), з літа 2007 по осінь 2010 головним редактором журналу був Павло Можаєв (Україна). З осені 2010 року головним редактором журналу є бразилець Роженер Павінскій. 
Журнал друкується в Польщі, звідти ж і розсилається по всьому світу. Авторами статей є есперантисти з найрізноманітніших країн світу. Перекладні матеріали публікуються значно рідше за тих, що оригінально написані мовою есперанто. Журнал можна передплатити з будь-якої точки світу через посередників Міжнародної Есперанто-Асоціації. У рік видається 6 номерів, вартість річної передплати коливається в залежності від країни в межах 10—35 євро. Індивідуальні члени Всесвітньої молодіжної організації есперантистів отримують журнал автоматично. Крім того, на офіційному сайті UEA регулярно з'являються pdf-версії свіжих номерів. Слабозорі можуть отримувати авдіоверсію журналу. 

### Редактори
- Humphrey Tonkin
- Stefan Maul
- Simo Milojevic
- 1975—1977 — Giorgio Silfer
- 1978 — Jouko Lindstedt
- 1978—1979 — Giulio Cappa
- Dario Besseghini
- Anna Lowenstein
- Leif Nordenstorm
- 1990 Francisco Javier Moleón
- 1990—1991 — István Ertl
- 1992—1998 — Francisco Veuthey
- 1998—2001 — Sabira Stahlberg
- 2002—2007 — Євгенія Зверева-Аміс (росіянка, народилася у Києві, яка потім емігрувала до США)
- 2007—2010 — Павло Миколайович Можаєв (росіянин, проживає в Криму)[2]
- 2010 — сьогодні — бразилець Роженер Павінскі

## Тематика
Загальна спрямованість журналу визначена як суспільно-культурна; регулярно публікуються статті, що є цікавими для молоді — захоплення, інтернет, подорожі та ін. Попри те, що журнал публікується есперантою, матеріали про саме есперанто (новини про есперанто-заходи, проблемні статті про розвиток есперанто-спільноти і т. п.), публікуються нечасто. З усім тим, бувають матеріали, присвячені есперанто-культурі (есперанто-літератури, феномену володіння есперанто з народження і т. п.); практично в кожному номері публікуються рецензії про нові есперантські книги й компакт-диски. 
Особлива увага приділяється публікації матеріалів «нескладним есперанто» (з використанням так званих «простого» і «дуже простого» словникових списків), які можуть використовуватися на початкових етапах опановування есперанто.